# 13 kwietnia
13 kwietnia jest 103. (w latach przestępnych 104.) dniem w kalendarzu gregoriańskim. Do końca roku pozostaje 262 dni.

## Święta
- Imieniny obchodzą: Agatonika, Długomił, Hermenegild, Hermenegilda, Ida, Jan, Justyn, Karp, Kwintylian, Maksym, Małgorzata, Marcin, Marcjusz, Przemysł, Przemysław, Przemysława i Ursus
- Czad – Święto Narodowe
- Kambodża, Laos, Sri Lanka, Tajlandia – Nowy Rok
- Polska – Dzień Pamięci Ofiar Zbrodni Katyńskiej
- Wspomnienia i święta w Kościele katolickim obchodzą[1][2]:
  - św. Celsus z Vercelli (biskup)
  - św. Hermenegild (królewicz i męczennik)
  - bł. Ida z Leuven (zakonnica)
  - św. Karp z Tiatyry (męczennik) (również 13 października)
  - św. Marcin I (papież i męczennik)

## Wydarzenia w Polsce
- 1603 – II wojna polsko-szwedzka: hetman polny litewski Jan Karol Chodkiewicz zdobył twierdzę Dorpat w Inflantach (obecnie Tartu w Estonii).
- 1734 – Wojna o sukcesję polską: wojska wierne Stanisławowi Leszczyńskiemu pokonały Sasów w bitwie pod Miechowem.
- 1794 – Kardynał Lorenzo Litta został nuncjuszem apostolskim w Polsce.
- 1807 – Spłonął drewniany kościół Świętego Krzyża w Mysłowicach.
- 1883 – Profesorowie Uniwersytetu Jagiellońskiego, Zygmunt Wróblewski i Karol Olszewski, jako pierwsi na świecie dokonali skroplenia azotu.
- 1904 – Papież Pius X zatwierdził święto Matki Boskiej Częstochowskiej.
- 1923 – Marszałek Francji Ferdinand Foch został mianowany marszałkiem Polski.
- 1930 – Założono Muzeum Sztuki w Łodzi.
- 1931 – Powstał rząd Aleksandra Prystora.
- 1943 – Armia Krajowa zlikwidowała Hugo Dietza, kierownika grupy „D” w warszawskim Arbeitsamcie.
- 1945 – Założono klub sportowy Unia Hrubieszów.
- 1947 – Rozpoczęła się tzw. bitwa o handel, której celem było ograniczenie i wyeliminowanie sektora prywatnego.
- 1957 – Kościół Mariacki w Krakowie odzyskał ołtarz Wita Stwosza, wywieziony do Niemiec w czasie II wojny światowej.
- 1967 – W Sali Kongresowej w Warszawie odbyły się dwa pierwsze polskie koncerty grupy The Rolling Stones.
- 1975 – W Teatrze Nowym w Łodzi odbyła się polska premiera dramatu Operetka Witolda Gombrowicza w reżyserii Kazimierza Dejmka.
- 1985 – Dokonano oblotu szybowca SZD-48M Brawo.
- 2007 – Sejm RP odrzucił projekt zmiany Konstytucji RP w sprawie ochrony życia poczętego.
- 2009 – 23 osoby zginęły, a 21 zostało rannych w pożarze hotelu socjalnego w Kamieniu Pomorskim.
- 2025 – 5 osób zginęło, a 12 zostało rannych w pożarze hostelu w Pszowie.

## Wydarzenia na świecie

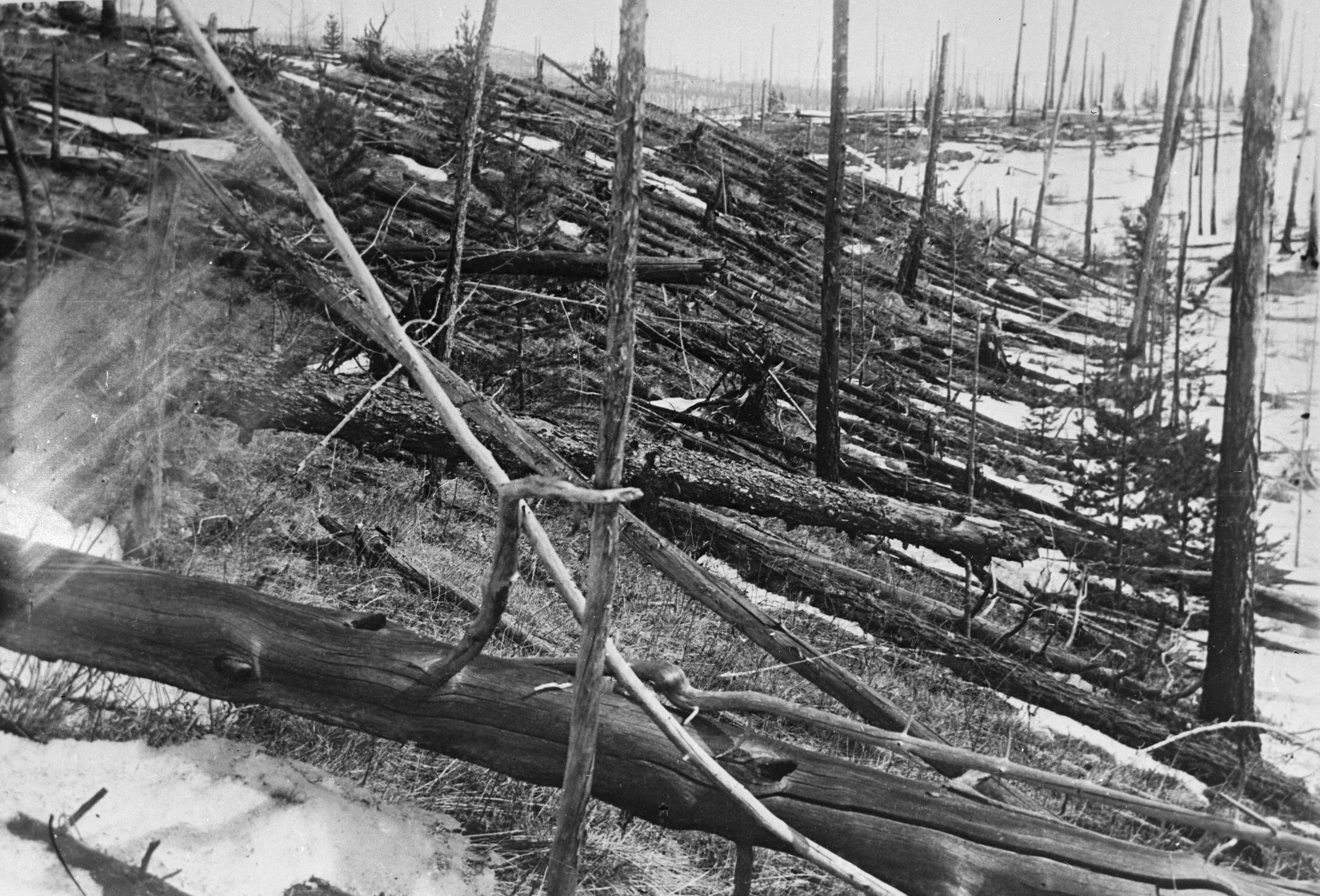
Krajobraz po katastrofie tunguskiej – fotografia z 1927 roku

- 989 – W bitwie pod Abydos wojska cesarza bizantyńskiego Bazylego II Bułgarobójcy odniosły zwycięstwo nad wojskami uzurpatora do tronu Bardasa Fokasa.
- 1055 – Gebhard von Dollnstein-Hirschberg został wybrany na papieża i przybrał imię Wiktor II.
- 1059 – Papież Mikołaj II na synodzie laterańskim promulgował dekret In Nomine Domini, w którym przyznał prawo wyboru papieża kolegium kardynalskiemu.
- 1111 – Papież Paschalis II koronował króla niemieckiego Henryka V Salickiego na cesarza rzymskiego.
- 1180 – Na sejmie w zamku królewskim Gelnhausen dokonano rozbioru posiadłości księcia Saksonii i Bawarii Henryka Lwa.
- 1438 – Wojna stuletnia: wojska francuskie dowodzone przez Artura de Richemonta odzyskały okupowany przez Anglików Paryż.
- 1455 – Wojna trzynastoletnia: rozpoczęła się bitwa o Knipawę.
- 1598 – Król Francji Henryk IV Burbon ogłosił edykt nantejski.
- 1640 – Król Anglii Karol I Stuart zwołał tzw. Krótki Parlament.
- 1742 – W Dublinie odbyła się premiera Mesjasza Georga Friedricha Händla.
- 1749:
  - U południowo-wschodniego wybrzeża Indii zatonęły podczas cyklonu brytyjskie okręty HMS „Pembroke” i HMS „Namur”. Zginęło 850 osób, uratowało się 14.
  - Została poświęcona katedra we włoskiej Rawennie.
- 1759 – Wojna siedmioletnia: zwycięstwo wojsk francuskich nad brytyjsko-niemieckimi w bitwie pod Bergen.
- 1777:
  - Salamon II został cesarzem Etiopii.
  - Wojna o niepodległość Stanów Zjednoczonych: zwycięstwo wojsk brytyjskich w bitwie pod Bound Brook.
- 1791 – Papież Pius VI zagroził ekskomuniką wszystkim francuskim tzw. księżom konstytucyjnym, którzy w ciągu 40 dni nie odwołają przysięgi złożonej na Konstytucję cywilną kleru.
- 1796:
  - Do Nowego Jorku przywieziono z Indii pierwszego słonia.
  - Kampania włoska Napoleona Bonapartego: zwycięstwo wojsk francuskich nad piemonckimi w bitwie pod Millesimo.
- 1813 – Wojna na Półwyspie Iberyjskim: zwycięstwo wojsk angielsko-hiszpańskich nad francuskimi w bitwie pod Castallą.
- 1823 – Tampico w Meksyku uzyskało prawa miejskie.
- 1824 – Została zawarta unia personalna pomiędzy Prusami Zachodnimi i Prusami Wschodnimi.
- 1829 – W Wielkiej Brytanii i Irlandii katolicy otrzymali prawa wyborcze.
- 1839 – Mariano Rivera Paz został po raz drugi prezydentem Gwatemali.
- 1841:
  - Jean-Baptiste Nothomb został premierem Belgii.
  - Otwarto operę w Dreźnie.
- 1842 – I wojna brytyjsko-afgańska: wojska afgańskie zakończyły nieudane, pięciomiesięczne oblężenie Dżalalabadu.
- 1865 – Wojna secesyjna: wojska Unii zajęły stolicę Karoliny Północnej Raleigh.
- 1872 – Amerykański lekarz George Huntington opisał po raz pierwszy w czasopiśmie medycznym chorobę nazwaną później pląsawicą Huntingtona.
- 1888 – Theodor Rosetti został premierem Rumunii.
- 1895 – Założono Muzeum Rosyjskie w Sankt Petersburgu.
- 1902 – Na Promenadzie Anglików w Nicei Francuz Léon Serpollet ustanowił, pojazdem własnej konstrukcji o napędzie parowym, rekord prędkości samochodu (120,8 km/h).
- 1903 – Otwarto dla zwiedzających Berliński Ogród Botaniczny.
- 1904 – Wojna rosyjsko-japońska: w pobliżu Port Arthur wszedł na japońską minę i zatonął rosyjski pancernik „Pietropawłowsk”.
- 1905 – Ukazało się pierwsze wydanie francuskiego czasopisma anarchoindywidualistycznego „L’Anarchie”, założonego przez Alberta Libertada.
- 1912 – W Wielkiej Brytanii utworzono Royal Flying Corps (obecnie Royal Air Force).
- 1919:
  - Brytyjscy żołnierze otworzyli ogień do indyjskich demonstrantów w Amritsarze, w wyniku czego zginęło 379 osób, a ponad 1100 zostało rannych.
  - Epitácio Lindolfo da Silva Pessoa wygrał przedterminowe wybory prezydenckie w Brazylii.
  - W Monachium proklamowano Bawarską Republikę Rad.
  - Założono hiszpański klub piłkarski UE Figueres.
- 1924:
  - 69,78% spośród głosujących w referendum mieszkańców Grecji opowiedziało się za likwidacją monarchii.
  - Założono klub piłkarski AEK Ateny.
- 1927 – Pierwsi badacze dotarli do miejsca katastrofy tunguskiej z 1908 roku.
- 1928 – W wyniku niewyjaśnionej do dzisiaj eksplozji w sali tanecznej w West Plains w stanie Missouri zginęło 37 osób, a 22 zostały ranne.
- 1931 – Rozpoczął się proces seryjnego mordercy Petera Kürtena („Wampira z Düsseldorfu”).
- 1932 – Luis Alberto Flores został premierem Peru.
- 1934 – Około 150 osób zginęło w wyniku runięcia, będącego w trakcie budowy, mostu kolejowego przez Wołgę w rosyjskim Saratowie.
- 1936 – Joanis Metaksas został premierem Grecji.
- 1939:
  - Francja i Wielka Brytania zagwarantowały niezawisłość Rumunii.
  - Premiera amerykańskiego dramatu filmowego Wichrowe Wzgórza w reżyserii Williama Wylera.
- 1940 – Kampania norweska: zwycięstwo Brytyjczyków w II bitwie morskiej pod Narwikiem; niemiecki okręt podwodny U-64 został wykryty i zatopiony przez załogę brytyjskiego wodnosamolotu Fairey Swordfish z pancernika „Warspite”, w wyniku czego zginęło 8 spośród 46 członków załogi.
- 1941:
  - Bitwa o Atlantyk: brytyjski krążownik pomocniczy HMS „Rajputana” został zatopiony u wybrzeży Islandii przez niemiecki okręt podwodny U-108(inne języki). Zginęło 41 członków załogi, a 277 lub 283 zostało uratowanych przez niszczyciele HMS „Legion”(inne języki) i ORP „Piorun”.
  - Japonia i ZSRR podpisały układ o nieagresji.
  - W ZSRR przy ujściu rzek Mołoga i Szeksna do Wołgi otwarto Zbiornik Rybiński.
- 1942 – Gen. Władysław Sikorski przesłał premierowi Wielkiej Brytanii Winstonowi Churchillowi memorandum w sprawie szybkiego utworzenia II frontu w Europie i skoordynowania powstań narodowych w państwach okupowanych przez III Rzeszę.
- 1943 – W niemieckim ministerstwie spraw zagranicznych odbyła się konferencja prasowa w sprawie odkrytych w Lesie Katyńskim zwłok ofiar zbrodni katyńskiej. Radio berlińskie ogłosiło dodatkowe informacje, że dokonano już identyfikacji 150 zwłok i nie ma wątpliwości, że są to szczątki polskich oficerów zastrzelonych przed trzema laty.
- 1944 – ZSRR i Nowa Zelandia nawiązały stosunki dyplomatyczne.
- 1945:
  - Armia Czerwona zajęła Wiedeń.
  - W pobliżu Gardelegen w Saksonii-Anhalt niemieccy strażnicy spalili żywcem lub zastrzelili ponad 1000 więźniów prowadzonych w marszu śmierci z obozu koncentracyjnego Mittelbau-Dora (głównie Polaków). 11 osób zostało następnego dnia odnalezionych żywych przez żołnierzy amerykańskich.
- 1948 – Wojna domowa w Mandacie Palestyny: Arabowie rozbili żydowski konwój medyczny jadący z Dajr Jasin do Jerozolimy, zabijając 75 osób.
- 1949 – W trzęsieniu ziemi o magnitudzie 6,7 z epicentrum koło miasta Olympia w stanie Waszyngton zginęło 8 osób, a co najmniej 64 zostały ranne.
- 1953 – CIA rozpoczęła ściśle tajny program badawczy MKUltra, dotyczący możliwości sterowania pracą ludzkiego mózgu.
- 1961 – Zgromadzenie Ogólne ONZ w rezolucji nr 1598 potępiło politykę apartheidu w Południowej Afryce.
- 1962 – Ahti Karjalainen został premierem Finlandii.
- 1964 – Odbyła się 36. ceremonia wręczenia Oscarów.
- 1966 – W katastrofie lotniczej zginął prezydent Iraku Abd as-Salam Arif.
- 1967 – Pál Losonczi został prezydentem Węgier.
- 1975:
  - Prezydent Czadu François Tombalbaye został zamordowany podczas wojskowego zamachu stanu. Władze w kraju przejął płk Félix Malloum.
  - Wybuchła libańska wojna domowa.
- 1976 – W wyniku eksplozji w fabryce amunicji w Lapua w Finlandii zginęło 40 osób.
- 1979 – Yusufu Lule został prezydentem Ugandy.
- 1984 – Pochodzący z Australii seryjny morderca Christopher Wilder zastrzelił się podczas próby aresztowania na stacji benzynowej w amerykańskim stanie New Hampshire.
- 1986 – Jan Paweł II jako pierwszy papież od czasów św. Piotra odwiedził synagogę.
- 1987 – Podpisano portugalsko-chińskie porozumienie o zwrocie Makau w 1999 roku.
- 1988 – Ciriaco De Mita został premierem Włoch.
- 1990 – Podczas wizyty prezydenta Wojciecha Jaruzelskiego w Moskwie, prezydent ZSRR Michaił Gorbaczow przekazał pochodzące z radzieckich archiwów dokumenty dotyczące zbrodni katyńskiej, po raz pierwszy oficjalnie przyznając, że zbrodni dokonało NKWD.
- 1991 – Papież Jan Paweł II erygował archidiecezję mińsko-mohylewską i diecezję grodzieńską na Białorusi.
- 1992 – Miało miejsce trzęsienie ziemi o sile 5,3 stopnia w skali Richtera z epicentrum koło holenderskiego miasta Roermond, odczuwalne w Holandii i północnych Niemczech.
- 1993 – Został aresztowany rosyjski seryjny morderca Siergiej Riachowski („Rozpruwacz z Bałaszychy”).
- 1995 – W Finlandii utworzono pierwszy rząd Paava Lipponena.
- 1999 – Amangieldy Muralijew został premierem Kirgistanu.
- 2001 – Premiera filmu Dziennik Bridget Jones w reżyserii Sharon Maguire.
- 2002 – Po nieudanym puczu wojskowym Hugo Chávez powrócił po dwóch dniach na urząd prezydenta Wenezueli.
- 2005 – Do Grot Watykańskich pod bazyliką św. Piotra wpuszczono pierwszych pielgrzymów mogących przejść obok grobu Jana Pawła II.
- 2006 – Siły rządowe odparły atak rebeliantów na stolicę Czadu Ndżamenę. W walkach zginęło 350 osób.
- 2008 – W przedterminowych wyborach parlamentarnych we Włoszech zwyciężył Lud Wolności Silvio Berlusconiego.
- 2009 – Prezydent Pakistanu Asif Ali Zardari zatwierdził porozumienie z talibami przywracające szariat (prawo koraniczne) w Dolinie Swat.
- 2011 – Były prezydent Egiptu Husni Mubarak i jego dwaj synowie zostali aresztowani na 15 dni.
- 2013 – Boeing 737 indonezyjskich linii Lion Air wodował około 200–300 m od pasa lotniska w Denpasar na wyspie Bali, po czym osiadł na płyciźnie i przełamał się na pół. Rannych zostało 46 spośród 108 osób na pokładzie.
- 2014:
  - Howik Abrahamian został premierem Armenii.
  - Rozpoczęła się ukraińska „operacja antyterrorystyczna” (ATO) wymierzona w prorosyjskich separatystów na wschodzie kraju.
- 2016:
  - Olivier Mahafaly Solonandrasana został premierem Madagaskaru.
  - Sooronbaj Dżeenbekow został premierem Kirgistanu.
- 2017 – Z pokładu samolotu Lockheed C-130 Hercules Amerykanie po raz pierwszy w celach bojowych zrzucili swoją największą bombę lotniczą z konwencjonalnym ładunkiem wybuchowym GBU-43/B MOAB, której celem był należący do Państwa Islamskiego kompleks tuneli w afgańskiej prowincji Nangarhar.
- 2019 – Amerykańskie przedsiębiorstwo Scaled Composites dokonało oblotu prototypowego samolotu transportowego (największego statku powietrznego na świecie pod względem rozpiętości) Stratolaunch, służącego do wynoszenia rakiet na dużą wysokość.
- 2022 – Inwazja Rosji na Ukrainę: rosyjski krążownik rakietowy „Moskwa” został trafiony i uszkodzony dwoma ukraińskimi przeciwokrętowymi pociskami manewrującymi Neptun, w wyniku czego zatonął następnego dnia.
- 2024 – W odwecie za wcześniejszy izraelski atak na irańską ambasadę i konsulat w Damaszku, w wyniku którego śmierć ponieśli wysocy oficerowie Korpusu Strażników Rewolucji Islamskiej, w nocy z 13 na 14 kwietnia Iran i jego regionalni sojusznicy (Hezbollah, ruch Huti i Islamski Ruch Oporu w Iraku) przeprowadzili zmasowany atak rakietowy na Izrael.

## Eksploracja kosmosu
- 1960 – Wystrzelono amerykańskiego satelitę Transit 1B, który testował system nawigacji dla amerykańskich okrętów podwodnych.
- 1970 – Doszło do eksplozji na zmierzającym na Księżyc statku załogowym Apollo 13.
- 1979 – Voyager 1 zakończył fazę obserwacji Jowisza.

## Urodzili się
- 1229 – Ludwik II, książę Górnej Bawarii, hrabia Palatynatu (zm. 1294)
- 1350 – Małgorzata III, hrabina Flandrii, Artois, Burgundii, Rethel i Nevers (zm. 1405)
- 1458 – Jan II, książę Kleve, hrabia Mark (zm. 1521)
- 1486 – Ahuitzotl, władca Azteków (zm. 1502)
- 1506 – Piotr Faber, francuski jezuita, teolog, święty (zm. 1546)
- 1519 – Katarzyna Medycejska, królowa Francji (zm. 1589)
- 1531 – Hugues Loubenx de Verdalle, francuski kardynał, wielki mistrz zakonu joannitów (zm. 1595)
- 1570 – Guy Fawkes, angielski katolik, uczestnik spisku prochowego (zm. 1606)
- 1597 – Giovanni Batista Hodierna, włoski duchowny katolicki, matematyk, astronom, pedagog (zm. 1660)
- 1618 – Roger de Rabutin, francuski pisarz (zm. 1693)
- 1648 – Madame Guyon, francuska mistyczka (zm. 1717)
- 1662 – Eleonora Wettyn, księżniczka Saksonii-Eisenach, margrabina Ansbach, księżna elektorowa Saksonii (zm. 1696)
- 1665 – Wolf Dietrich von Beichlingen, saski polityk (zm. 1725)
- 1688 – Nathanael Gottfried Ferber, niemiecki polityk, burmistrz Gdańska (zm. 1755)
- 1689 – Hijacint Marija Milković, chorwacki duchowny katolicki, dominikanin, biskup Stonu, arcybiskup Dubrownika, inkwizytor (zm. 1756)
- 1697 – Pietro Beccadelli di Bologna, włoski arystokrata, polityk (zm. 1781)
- 1720 – Jan Duwall, polski duchowny katolicki, biskup nominat tarnowski pochodzenia francuskiego (zm. 1785)
- 1729 – Thomas Percy, brytyjski duchowny anglikański, poeta, folklorysta (zm. 1811)
- 1732 – Frederic North, brytyjski arystokrata, polityk, premier Wielkiej Brytanii (zm. 1792)
- 1740 – Andrzej Ignacy Ogiński, sekretarz wielki litewski, marszałek Sejmu skonfederowanego wojewoda trocki, marszałek Trybunału Głównego Wielkiego Księstwa Litewskiego, sekretarz Rady Nieustającej (zm. 1787)
- 1743 – Thomas Jefferson, amerykański prawnik, filozof, wynalazca, architekt, polityk, wiceprezydent i prezydent USA (zm. 1826)
- 1747:
  - Ludwik Filip Józef Burbon-Orleański, francuski arystokrata, polityk, wolnomularz, ojciec króla Ludwika Filipa I (zm. 1793)
  - Armand-Louis de Gontaut, francuski arystokrata, generał, rewolucjonista, pamiętnikarz, wolnomularz (zm. 1793)
- 1748 – Joseph Bramah, brytyjski mechanik, wynalazca (zm. 1814)
- 1753 – Frederick Frelinghuysen, amerykański prawnik, wojskowy, polityk, senator  (zm. 1804)
- 1756:
  - Antoni Angełłowicz, ukraiński duchowny greckokatolicki, biskup przemyski, pierwszy metropolita halicki, arcybiskup lwowski, działacz oświatowy i polityczny (zm. 1814)
  - Ludwik Henryk Burbon, książę de Condé (zm. 1830)
- 1759 – Maksymilian Wettyn, książę saksoński (zm. 1838)
- 1771:
  - Aleksandra Grabowska, polska szlachcianka (zm. 1798)
  - Richard Trevithick, brytyjski inżynier, wynalazca (zm. 1833)
- 1786 – Thomas Culbreth, amerykański przedsiębiorca, polityk (zm. 1843)
- 1794 – Karl August Groddeck, niemiecki polityk, nadburmistrz Gdańska (zm. 1877)
- 1799 – Dorota Sanguszkowa, polska szlachcianka (zm. 1821)
- 1802 – Leopold Fitzinger, austriacki zoolog (zm. 1884)
- 1808:
  - Antonio Meucci, włoski wynalazca (zm. 1889)
  - Leons Rzewuski, polski ziemianin, ekonomista, publicysta (zm. 1869)
- 1809 – Aleksander Mirecki, polski skrzypek, pedagog (zm. 1882)
- 1810 – Félicien David, francuski kompozytor (zm. 1876)
- 1816:
  - William Sterndale Bennett, brytyjski kompozytor, dyrygent, pianista (zm. 1875)
  - Hermann Paucksch, niemiecki przemysłowiec (zm. 1899)
- 1817:
  - George Holyoake, brytyjski socjalista, sekularysta (zm. 1906)
  - Nunzio Sulprizio, włoski święty (zm. 1836)
  - Józef Unger, polski drukarz, ksiegarz, wydawca pochodzenia żydowskiego (zm. 1874)
- 1819 – Georg Eberlein, niemiecki malarz, architekt (zm. 1884)
- 1822 – Cezary Emil Haller, polski ziemianin, polityk (zm. 1915)
- 1825 – Thomas D’Arcy McGee, kanadyjski dziennikarz, poeta, polityk pochodzenia irlandzkiego (zm. 1868)
- 1830 – Eduard Lassen, duński kompozytor, dyrygent (zm. 1904)
- 1832:
  - Juan Montalvo, ekwadorski pisarz, dziennikarz (zm. 1889)
  - James Wimshurst, brytyjski inżynier, wynalazca (zm. 1903)
- 1833 – Frederick Augustus Maxse, brytyjski admirał, dziennikarz (zm. 1900)
- 1836 – August Teodor Werner, polski złotnik, przemysłowiec pochodzenia niemieckiego (zm. 1902)
- 1837 – Julius Weissenborn, niemiecki fagocista, kompozytor, pedagog (zm. 1888)
- 1838 – Gustav von Gossler, pruski polityk (zm. 1902)
- 1840 – Ludwig Mauthner, austriacki neuroanatom, okulista (zm. 1894)
- 1841 – George Oliver, brytyjski lekarz, fizjolog (zm. 1915)
- 1845:
  - Richard Aßmann, niemiecki aerolog (zm. 1918)
  - Hieronim Gołębiewski, polski duchowny katolicki, pisarz, działacz regionalny (zm. 1918)
- 1846 – William McGregor, brytyjski działacz piłkarski (zm. 1911)
- 1848 – Oskar Lenz, austriacki geograf, mineralog, podróżnik (zm. 1925)
- 1849:
  - Panas Myrny, ukraiński pisarz, tłumacz (zm. 1920)
  - Ludwig Rehn, niemiecki chirurg (zm. 1930)
- 1854:
  - Ludwik Mycielski, polski działacz społeczny, polityk (zm. 1926)
  - Anna Tomaszewicz-Dobrska, polska ginekolog-położnik, pediatra (zm. 1918)
- 1855 – Ludwig Edinger, niemiecki neurolog, anatom pochodzenia żydowskiego (zm. 1918)
- 1856 – Franciszek Ludwik Neugebauer, polski ginekolog pochodzenia niemieckiego (zm. 1914)
- 1857 – Trinidad Pardo de Tavera, filipiński językoznawca, lekarz, botanik, historyk, filozof, wykładowca akademicki, polityk pochodzenia hiszpańsko-portugalskiego (zm. 1925)
- 1859 – Matthias Wirtz, niemiecki inżynier (zm. 1924)
- 1860 – James Ensor, belgijski malarz, grafik, pisarz, kompozytor (zm. 1949)
- 1861:
  - Cezary Jellenta, polski pisarz, krytyk literacki i artystyczny (zm. 1935)
  - Alexander Rzewuski, polsko-szwajcarski radiolog, fotograf, alpinista (ur. 1943)
- 1862:
  - Ahmad II, bej Tunisu (zm. 1942)
  - Stanisław Bergman, polski malarz (zm. 1930)
- 1863:
  - Ernest Clark, brytyjski polityk kolonialny (zm. 1951)
  - Elżbieta Grabowska, polska pisarka (zm. 1929)
  - Berta Zuckerkandl-Szeps, austriacka pisarka pochodzenia żydowskiego (zm. 1945)
- 1866 – Butch Cassidy, amerykański przestępca (zm. 1908?)
- 1867 – Leon Petrażycki, polski prawnik, filozof, socjolog (zm. 1931)
- 1870 – Daniel Baud-Bovy, szwajcarski prozaik, poeta, publicysta, krytyk i historyk sztuki (zm. 1958)
- 1871 – Jerzy Matulewicz, polski duchowny katolicki, biskup wileński, odnowiciel i generał zakonu marianów, esperantysta, błogosławiony (zm. 1927)
- 1872 – Zygmunt Brynk, polski kontradmirał (zm. 1943)
- 1873 – Albert Czeczott, polski inżynier (zm. 1955)
- 1876:
  - Fred H. Albee, amerykański ortopeda (zm. 1945)
  - Zygmunt Kawecki, polski dramaturg (zm. 1955)
- 1877 – Christian Lautenschlager, niemiecki kierowca wyścigowy (zm. 1954)
- 1878:
  - Jan van der Hoeve, holenderski okulista (zm. 1952)
  - Johannes van Hoolwerff, holenderski żeglarz sportowy (zm. 1962)
- 1879:
  - Johan Petter Åhlén, szwedzki przedsiębiorca, curler (zm. 1939)
  - Siemion Kanatczikow, radziecki polityk, dziennikarz, publicysta (zm. 1940)
- 1881:
  - Ludwig Binswanger, szwajcarski psychiatra, psychoanalityk (zm. 1966)
  - Artur Schroeder, polski prozaik, poeta, publicysta, krytyk literacki, teatralny i artystyczny, tłumacz (zm. 1934)
- 1883:
  - Aleksandr Aleksandrow, radziecki generał major, kompozytor (zm. 1946)
  - Diemjan Biedny, rosyjski prozaik, poeta, satyryk, bajkopisarz (zm. 1945)
- 1884:
  - Anders Österling, szwedzki prozaik, poeta, dziennikarz (zm. 1981)
  - Tadeusz Strumiłło, polski filozof, harcmistrz, pedagog (zm. 1958)
- 1885:
  - Pieter Sjoerds Gerbrandy, holenderski polityk, premier rządu na uchodźstwie (zm. 1961)
  - Juhan Kukk, estoński polityk, Starszy Państwa (prezydent) (zm. 1942)
  - György Lukács, węgierski filozof marksistowski, działacz międzynarodowego ruchu robotniczego, historyk literatury, estetyk (zm. 1971)
- 1886:
  - Sandro Achmeteli, gruziński pisarz, malarz, reżyser (zm. 1937)
  - Christian Rub, amerykański aktor pochodzenia niemieckiego (zm. 1956)
  - Nicolae Tonitza, rumuński malarz (zm. 1940)
- 1887 – Jerzy Rembowski, polski ułan (zm. 1958)
- 1888:
  - Giovanni Maria Emilio Castellani, włoski duchowny katolicki, arcybiskup, nuncjusz apostolski (zm. 1953)
  - Auguste Landrieu, belgijski gimnastyk (zm. ?)
  - Gaetano Mauro, włoski duchowny katolicki, Sługa Boży (zm. 1969)
- 1889:
  - Ernest Blythe, irlandzki polityk, działacz kultury (zm. 1975)
  - Oskar Maurus Fontana, austriacki prozaik, dramaturg (zm. 1969)
  - Ludwik Piechoczek, polski działacz plebiscytowy, powstaniec śląski, polityk, poseł do Sejmu Śląskiego i na Sejm RP (zm. 1941)
- 1890:
  - Ludwik Bronarski, polski muzykolog, pianista (zm. 1975)
  - Jan Kieżun, polski podpułkownik pilot (zm. 1970)
  - Frank Murphy, amerykański polityk (zm. 1949)
- 1891:
  - Jerzy Fedkowicz, polski malarz (zm. 1959)
  - Stanisław Helsztyński, polski anglista, historyk literatury, pisarz (zm. 1986)
  - Tadeusz Kuchar, polski major, inżynier, wszechstronny sportowiec, działacz sportowy (zm. 1966)
- 1892:
  - Helena Dłuska, polska taterniczka (zm. 1921)
  - Arthur Harris, brytyjski marszałek lotnictwa (zm. 1984)
  - Robert Watson-Watt, szkocki inżynier, wynalazca radaru (zm. 1973)
- 1893:
  - (lub 1898) Maja Berezowska, polska malarka, graficzka, karykaturzystka, scenografka (zm. 1978)
  - Günther Krappe, niemiecki generał porucznik (zm. 1981)
  - Paweł Szyfter, polski kapitan rezerwy (zm. 1940)
- 1894:
  - Arthur Fadden, australijski polityk, premier Australii (zm. 1973)
  - Hermann Vallendor, niemiecki pilot wojskowy, as myśliwski (zm. 1974)
- 1895 – Willem van de Poll, holenderski fotograf (zm. 1970)
- 1896:
  - Leon Getz, ukraiński malarz, grafik, pedagog pochodzenia polskiego (zm. 1971)
  - Bolesław Podhorski, polski podporucznik kawalerii, ekonomista rolniczy (zm. 1979)
- 1897 – Werner Voss, niemiecki pilot, as myśliwski (zm. 1917)
- 1898 – Antoni Patla, polski dziennikarz, muzeolog, pedagog (zm. 1977)
- 1899:
  - Karolina Beylin, polska pisarka, dziennikarka, tłumaczka (zm. 1977)
  - Alfred Butts, amerykański architekt, twórca scrabble (zm. 1993)
  - Bolesław Orliński, polski pilot myśliwski i doświadczalny (zm. 1992)
  - Harold Osborn, amerykański lekkoatleta, skoczek wzwyż i dziesięcioboista (zm. 1975)
  - Péter Szabó, węgierski piłkarz, trener (zm. 1963)
  - Alfred Schütz, austriacki filozof, socjolog (zm. 1959)
  - Paulina Tyszewska, polska agentka wywiadu (zm. 1941)
- 1900:
  - Karol Kryński, polski malarz awangardowy, kapitan rezerwy, uczestnik powstania warszawskiego (zm. 1944)
  - Zuzka Zguriška, słowacka pisarka, poetka, dramaturg, scenarzystka, tłumaczka, aktorka (zm. 1984)
- 1901:
  - Robert Lee Dennison, amerykański admirał (zm. 1980)
  - Stanisław Dunin-Borkowski, polski przyrodnik, etnograf, pedagog (zm. 1939)
  - Joe Hewitt, australijski dowódca wojskowy (zm. 1985)
  - Jacques Lacan, francuski psychiatra, psychoanalityk (zm. 1981)
  - Wojciech Stachura, polski podpułkownik piechoty (zm. 1960)
- 1902 – Stanisław Miłostan, polski polityk, poseł na Sejm PRL (zm. 1963)
- 1903 – Emmy Herzog, niemiecka pisarka (zm. 2009)
- 1904 – Marta Semule, łotewska i radziecka kołchoźnica, przodownica pracy, polityk (zm. 1985)
- 1905 – Edgar Christensen, norweski bokser (zm. 1977)
- 1906:
  - Samuel Beckett, irlandzki dramaturg, prozaik, eseista, laureat Nagrody Nobla (zm. 1989)
  - Gerhard Engel, niemiecki generał porucznik (zm. 1976)
  - Ed Hamm, amerykański lekkoatleta, skoczek w dal (zm. 1982)
  - Alojzy Hamerlak, polski górnik, działacz komunistyczny (zm. 1944)
  - Albert Heremans, belgijski piłkarz (zm. 1997)
  - Gabriel Ramanantsoa, malgaski polityk, premier i prezydent Madagaskaru (zm. 1979)
  - Stanisław Szpineter, polski malarz, pedagog (zm. 1997)
- 1907:
  - Elena Hálková, czeska aktorka (zm. 1985)
  - Roderich Menzel, czesko-niemiecki tenisista, dziennikarz, pisarz (zm. 1987)
- 1908:
  - Yngve Nordwall, szwedzki aktor, reżyser filmowy (zm. 1994)
  - Olin Stephens, amerykański konstruktor jachtów (zm. 2008)
  - Marek Żuławski, polski malarz, grafik, eseista (zm. 1985)
- 1909:
  - Adolf Maria Bocheński, polski podporucznik, pisarz, publicysta polityczny (zm. 1944)
  - Wim Lagendaal, holenderski piłkarz (zm. 1987)
  - Stanisław Ulam, polsko-amerykański matematyk, wykładowca akademicki pochodzenia żydowskiego (zm. 1984)
  - Eudora Welty, amerykańska pisarka (zm. 2001)
- 1910:
  - Ziuta Buczyńska, polska tancerka (zm. 2002)
  - Sammy Kaye, amerykański kompozytor, lider zespołu (zm. 1987)
  - Sverre Nordby, norweski piłkarz, bramkarz (zm. 1978)
  - Kemal Tahir, turecki pisarz, dziennikarz, marksista (zm. 1973)
- 1911:
  - Jerzy Braun, polski wioślarz (zm. 1968)
  - Ivan Hitrec, chorwacki piłkarz (zm. 1946)
- 1913:
  - David Albritton, amerykański lekkoatleta, skoczek wzwyż (zm. 1994)
  - Aleksander Rymkiewicz, polski poeta, tłumacz (zm. 1983)
- 1914:
  - Hector Cazenave, francuski piłkarz pochodzenia urugwajskiego (zm. 1958)
  - Bogdan Istru, mołdawski poeta, polityk, działacz społeczny (zm. 1993)
- 1915 – John E. Moss, amerykański polityk (zm. 1997)
- 1916:
  - Fu Hao, chiński polityk, dyplomata (zm. 2016)
  - Leonid Gorieglad, radziecki generał major lotnictwa (zm. 1986)
- 1917 – Bolesław Świderski, polski bibliotekarz, bibliotekoznawca, wykładowca akademicki (zm. 1998)
- 1918:
  - Jerzy Biechoński, polski kapitan AK (zm. 1944)
  - Jadwiga Jaśkiewiczowa, polska prawniczka, ekonomistka (zm. 2006)
- 1919:
  - Wojciech Piekarski, polski pułkownik (zm. 1998)
  - Manuel Romero Arvizu, meksykański duchowny katolicki, biskup Prałatury Terytorialnej Jesús María del Nayar (zm. 2009)
- 1920:
  - Claude Cheysson, francuski polityk, dyplomata (zm. 2012)
  - Liam Cosgrave, irlandzki polityk, premier Irlandii (zm. 2017)
  - Karel Otčenášek, czeski duchowny katolicki, arcybiskup kralowohradecki (zm. 2011)
- 1921:
  - Henry Hermansen, norweski biathlonista, biegacz narciarski (zm. 1997)
  - Wim Landman, holenderski piłkarz, bramkarz (zm. 1975)
  - Prvoslav Mihajlović, serbski piłkarz, trener (zm. 1978)
  - Antonino Rocca, argentyński wrestler (zm. 1977)
- 1922:
  - John Braine, brytyjski pisarz (zm. 1986)
  - Barbara Rachwalska, polska aktorka (zm. 1993)
- 1923:
  - Don Adams, amerykański aktor, komik, reżyser, scenarzysta i producent filmowy (zm. 2005)
  - Mieczysław Buczkowski, polski internista, uczestnik powstania warszawskiego (zm. 2025)
  - Jerzy Dudyński, pułkownik Wojska Polskiego, odznaczony Orderem Virtuti Militari (zm. 2012)
  - Władysław Klamra, polski polityk, poseł na Sejm PRL
- 1924:
  - Jack Chick, amerykański autor i wydawca komiksów religijnych (zm. 2016)
  - Stanley Donen, amerykański reżyser filmowy (zm. 2019)
- 1925:
  - Michael Halliday, brytyjski językoznawca, wykładowca akademicki (zm. 2018)
  - Mieczysław Tyczka, polski prawnik, prezes TK (zm. 2010)
- 1926:
  - Neil Betts, australijski rugbysta, trener, działacz sportowy (zm. 2017)
  - Zbigniew Kosiński, polski poeta (zm. 1991)
  - John Spencer-Churchill, brytyjski arystokrata (zm. 2014)
- 1927:
  - Zygmunt Lutomski, polski architekt, wykładowca akademicki (zm. 2002)
  - Jurij Młynk, łużycki poeta, historyk teatru i literatury, tłumacz (zm. 1971)
  - Maurice Ronet, francuski aktor, reżyser i scenarzysta filmowy (zm. 1983)
- 1928 – Zdzisław Rak, polski inżynier, konstruktor, polityk, poseł na Sejm PRL (zm. 2001)
- 1929:
  - David Fisher, amerykański pisarz, scenarzysta (zm. 2018)
  - Antoni Pierzchała, polski dyplomata, ambasador RP (zm. 2024)
  - Konstanty Puzyna, polski poeta, eseista, teatrolog (zm. 1989)
  - Hermenegildo Ramírez Sánchez, meksykański duchowny katolicki, prałat terytorialny Huautla (zm. 2022)
- 1930:
  - Sergiu Nicolaescu, rumuński aktor, reżyser filmowy (zm. 2013)
  - Zygmunt Perz, polski duchowny katolicki, jezuita, wykładowca akademicki (zm. 2024)
  - Sawa (Vuković), serbski biskup prawosławny (zm. 2001)
  - Jerzy Waluga, polski inżynier, fotograf (zm. 2023)
  - Maciej Zimiński, polski dziennikarz, pisarz (zm. 2013)
- 1931:
  - Alina Aleksandrowicz-Ulrich, polska filolog, profesor nauk humanistycznych (zm. 2025)
  - Anita Cerquetti, włoska śpiewaczka operowa (sopran) (zm. 2014)
  - Michel Deville, francuski reżyser i scenarzysta filmowy (zm. 2023)
  - Robert Enrico, francuski reżyser i scenarzysta filmowy (zm. 2001)
  - Dan Gurney, amerykański kierowca wyścigowy (zm. 2018)
- 1932:
  - Dino Bruni, włoski kolarz szosowy
  - Dick Farley, amerykański koszykarz (zm. 1969)
  - Ritva Laurila, fińska dziennikarka, polityk (zm. 2014)
  - Orlando Letelier, chilijski polityk, dyplomata (zm. 1976)
  - Jennifer Nicks, brytyjska łyżwiarka figurowa (zm. 1980)
  - Zdeněk Pouzar, czeski botanik, mykolog (zm. 2023)
  - Margareta Teodorescu, rumuńska szachistka (zm. 2013)
- 1933:
  - Ben Nighthorse Campbell, amerykański polityk, senator
  - Barbara Lasocka-Pszoniak, polska pedagog (zm. 2007)
  - Eurico dos Santos Veloso, brazylijski duchowny katolicki, biskup Luz, arcybiskup Juiz de Fora (zm. 2023)
- 1934:
  - Jurij Kaszlew, rosyjski dyplomata (zm. 2006)
  - György Márkus, węgierski filozof (zm. 2016)
  - Jerzy Rościszewski, polski rolnik, bankowiec, samorządowiec, prezydent Krakowa (zm. 2020)
  - René Strehler, szwajcarski kolarz torowy i szosowy
- 1935:
  - Zofia Bajuk, polska aktorka (zm. 2022)
  - Aage Hansen, norweski żużlowiec (zm. 2023)
  - Michael Kaniecki, amerykański duchowny katolicki, biskup Fairbanks (zm. 2000)
  - Lyle Waggoner, amerykański aktor (zm. 2020)
- 1936:
  - Nicolas Alfonsi, francuski prawnik, adwokat, samorządowiec, polityk, eurodeputowany (zm. 2020)
  - Henryk Majewski, polski trębacz jazzowy (zm. 2005)
  - Pierre Rosenberg, francuski historyk sztuki
  - Piotr Wysocki, polski aktor (zm. 2023)
- 1937:
  - Józef Beim, polski prawnik, komendant główny MO (zm. 1987)
  - Edward Fox, brytyjski aktor
  - Ryszard Stachowski, polski psycholog
  - Czesław Wawrzyniak, polski kontradmirał, funkcjonariusz służb specjalnych (zm. 2019)
- 1938:
  - Andrzej Dąbrowski, polski piosenkarz, perkusista jazzowy, kierowca rajdowy
  - Klaus Lehnertz, niemiecki lekkoatleta, tyczkarz
  - Frederic Rzewski, amerykański kompozytor, pianista pochodzenia polskiego (zm. 2021)
- 1939:
  - Seamus Heaney, irlandzki poeta, laureat Nagrody Nobla (zm. 2013)
  - Alois Kälin, szwajcarski kombinator norweski, biegacz narciarski
  - Paul Sorvino, amerykański aktor (zm. 2022)
  - Andrzej Zaniewski, polski poeta, prozaik, autor tekstów piosenek
- 1940:
  - Mike Beuttler, brytyjski kierowca wyścigowy (zm. 1988)
  - Vladimir Cosma, rumuński kompozytor muzyki filmowej
  - Krystyna Długosz-Kurczabowa, polska filolog (zm. 2016)
  - Piotr Figiel, polski kompozytor, pianista, organista, wokalista (zm. 2011)
  - Jean-Marie Gustave Le Clézio, francuski pisarz, laureat Nagrody Nobla
  - Max Mosley, brytyjski prawnik, działacz sportowy, prezydent FIA (zm. 2021)
  - José Nápoles, kubański bokser (zm. 2019)
- 1941:
  - Jim Barnes, amerykański koszykarz (zm. 2002)
  - Michael Stuart Brown, amerykański genetyk, laureat Nagrody Nobla
  - Zbigniew Gołacki, polski rolnik, polityk, poseł na Sejm PRL
  - Zdzisław Podedworny, polski trener piłkarski
  - Margaret Price, walijska śpiewaczka operowa (sopran) (zm. 2011)
- 1942:
  - Ricardo Blázquez, hiszpański duchowny katolicki, arcybiskup Valladolid, kardynał
  - Bill Conti, amerykański kompozytor muzyki filmowej pochodzenia włoskiego
  - Waldemar Marszałek, polski motorowodniak (zm. 2024)
  - Lester Wilson, amerykański tancerz, choreograf (zm. 1993)
- 1943:
  - Tomasz Dziubiński, polski piosenkarz, gitarzysta, kompozytor
  - Billy Kidd, amerykański narciarz alpejski
  - Tim Krabbé, holenderski pisarz, dziennikarz, szachista
- 1944:
  - Francesco Arese, włoski lekkoatleta, średniodystansowiec
  - Jack Casady, amerykański basista, członek zespołu Jefferson Airplane
  - Susan Davis, amerykańska polityk, kongreswoman
  - Lech Gardocki, polski prawnik, pierwszy prezes Sądu Najwyższego
  - Józef Pater, polski duchowny katolicki, historyk Kościoła, protonotariusz apostolski
  - Pedro Zabalza, hiszpański piłkarz, trener
- 1945:
  - Ed Caruthers, amerykański lekkoatleta, skoczek wzwyż
  - Raffaele Pinto, włoski kierowca rajdowy (zm. 2020)
  - Benedykt Suchecki, polski nauczyciel, polityk, poseł na Sejm RP (zm. 2024)
  - Danuta Wierzbowska, polska lekkoatletka, biegaczka średniodystansowa (zm. 1997)
  - Bogdana Zagórska, polska piosenkarka
- 1946:
  - Gérard Bialestowski, francuski autor literatury dziecięcej i młodzieżowej (zm. 2007)
  - Orlando Brandes, brazylijski duchowny katolicki, arcybiskup Londriny
  - Al Green, amerykański piosenkarz
  - Adam Rębacz, polski generał dywizji (zm. 2016)
  - Walerij Sołdatenko, ukraiński historyk, wykładowca akademicki
  - Wałerij Szwediuk, ukraiński piłkarz (zm. 2020)
- 1947:
  - Joseph Daul, francuski polityk, eurodeputowany
  - Ryszard Kulman, polski poeta, prozaik, krytyk literacki (zm. 2011)
  - Thanos Mikrutsikos, grecki kompozytor, polityk, minister kultury (zm. 2019)
- 1948:
  - Wojciech Dyszkiewicz, polski torakochirurg
  - Antoni Gawron, polski biolog
  - Guy Harpigny, belgijski duchowny katolicki, biskup Tournai
  - Drago Jančar, słoweński prozaik, dramaturg, eseista
  - Maciej Sadowski, polski artysta grafik
  - Piotr Sommer, polski poeta, eseista, tłumacz
- 1949:
  - Jean-Jacques Favier, francuski fizyk, astronauta (zm. 2023)
  - Christopher Hitchens, brytyjsko-amerykański pisarz, dziennikarz, krytyk literacki (zm. 2011)
  - Ricardo Zunino, argentyński kierowca wyścigowy
- 1950:
  - Jolanta Darczewska, polska politolog, tłumaczka (zm. 2025)
  - Joseph Paul Franklin, amerykański seryjny morderca (zm. 2013)
  - Beto Fuscão, brazylijski piłkarz (zm. 2022)
  - Wiesław Gołębiewski, polski nauczyciel, polityk, poseł na Sejm RP
  - Józef Kłyk, polski filmowiec amator
  - Terry Lester, amerykański aktor (zm. 2003)
  - Ron Perlman, amerykański aktor, reżyser i scenarzysta filmowy
  - William Sadler, amerykański aktor
- 1951:
  - Peabo Bryson, amerykański piosenkarz
  - Marek Dąbrowski, polski ekonomista, polityk, poseł na Sejm RP
  - Kaci Kullmann Five, norweska politolog, polityk, przedsiębiorca, przewodnicząca Norweskiego Komitetu Noblowskiego (zm. 2017)
  - Joachim Streich, niemiecki piłkarz, trener (zm. 2022)
- 1952:
  - Erick Avari, amerykański aktor pochodzenia indyjskiego
  - Włodzimierz Bolecki, polski historyk, krytyk i teoretyk literatury, scenarzysta filmowy
  - Jim Costa, amerykański polityk, kongresman
  - Jerzy Janikowski, polski szpadzista, trener (zm. 2006)
  - Siergiej Marczuk, rosyjski łyżwiarz szybki (zm. 2016)
- 1953:
  - Teresa Hałas, polska działaczka samorządowa, polityk, poseł na Sejm RP
  - Brigitte Macron, francuska nauczycielka, pierwsza dama
  - Abdoul Mbaye, senegalski ekonomista, polityk, premier Senegalu
  - Andrzej Ryszka, polski samorządowiec, polityk, poseł na Sejm RP
- 1954:
  - Roberto Dinamite, brazylijski piłkarz, polityk (zm. 2023)
  - Wojciech Długoborski, polski polityk, poseł na Sejm RP
  - Stanisław Możejko, polski wydawca, samorządowiec, prezydent Świnoujścia (zm. 2017)
  - Róża Thun, polska publicystka, działaczka organizacji pozarządowych, polityk, eurodeputowana
- 1955:
  - Ole von Beust, niemiecki polityk, samorządowiec
  - Irina Chakamada, rosyjska polityk, działaczka społeczna pochodzenia japońskiego
  - Cundi, hiszpański piłkarz
  - Beata Habrzyk, polska lekkoatletka, kulomiotka
  - Safet Sušić, bośniacki piłkarz, trener
- 1956:
  - Hanna Anczykowska, polska gimnastyczka
  - César, brazylijski piłkarz (zm. 2024)
  - Zofia Czerepińska, polska lekkoatletka, biegaczka średniodystansowa
  - Satish Kaushik, indyjski aktor, reżyser filmowy (zm. 2023)
  - Marek Szczepański, polski socjolog, wykładowca akademicki (zm. 2023)
- 1957:
  - Stanisław Chomski, polski żużlowiec, trener
  - Amy Goodman, amerykańska dziennikarka, publicystka
  - Saundra Santiago, amerykańska aktorka
- 1958:
  - Wiktor Daszczuk, polski informatyk
  - Irene Hendriks, holenderska hokeistka na trawie
  - Karel Müller, czeski historyk, archiwista
  - Wiktor Omelanowycz, ukraiński wioślarz
  - Joseba Sarrionandia, baskijski filolog, poeta, prozaik
  - Nadhim Shaker, iracki piłkarz, trener (zm. 2020)
  - Ulrik Wilbek, duński piłkarz ręczny, trener
- 1959:
  - Witold Bieliński, polski aktor, reżyser
  - Anna Engelking, polska etnolog
  - Jarosław Gugała, polski dziennikarz i prezenter telewizyjny, dyplomata
  - Stephen Martin, brytyjski hokeista na trawie
- 1960:
  - Bob Casey Jr., amerykański polityk, senator
  - Michel Faber, australijski pisarz pochodzenia holenderskiego
  - Olaf Ludwig, niemiecki kolarz szosowy i torowy
  - Jadranka Šešelj, serbska pedagog, polityk
  - Rudi Völler, niemiecki piłkarz, trener
- 1961:
  - Adam Bałabuch, polski duchowny katolicki, biskup pomocniczy świdnicki
  - Georg Bätzing, niemiecki duchowny katolicki, biskup Limburga
  - Ignazio Cassis, szwajcarski lekarz, polityk
  - Robert William Fisher, amerykański morderca, zbieg
  - Butch Taylor, amerykański muzyk, kompozytor, pisarz
  - Hiro Yamamoto, amerykański basista pochodzenia japońskiego, członek zespołów: Soundgarden i Truly
- 1962:
  - Edivaldo, brazylijski piłkarz (zm. 1993)
  - Józef Gawron, polski nauczyciel, polityk, wicewojewoda małopolski
  - Andriej Krawczuk, rosyjski reżyser i scenarzysta filmowy
  - Lane McCray, amerykański piosenkarz
  - Hillel Slovak, amerykański gitarzysta, członek zespołu Red Hot Chili Peppers pochodzenia izraelskiego (zm. 1988)
- 1963:
  - Andriej Bachwałow, rosyjski łyżwiarz szybki
  - Mo Johnston, szkocki piłkarz
  - Garri Kasparow, rosyjski szachista, trener, polityk pochodzenia żydowsko-ormiańskiego
  - Alexandra Schreiber, niemiecka judoczka
- 1964:
  - Andy Goram, szkocki piłkarz (zm. 2022)
  - Steve McCrory, amerykański bokser (zm. 2000)
  - David W. Panuelo, mikronezyjski polityk, prezydent Mikronezji
  - Caroline Rhea, kanadyjska aktorka
  - Eusebio Sacristán, hiszpański piłkarz, trener
  - Yasuharu Takanashi, japoński kompozytor
  - Doku Umarow, czeczeński polityk, prezydent Czeczeńskiej Republiki Iczkerii (zm. 2013)
- 1965:
  - Michal Bílek, czeski piłkarz, trener
  - Chamzat Chankarow, czeczeński wojskowy, polityk, pieśniarz (zm. 1994)
  - Nina Gawriluk, rosyjska biegaczka narciarska
  - Elisabetta Gnone, włoska autorka komiksów
  - Tord Henriksson, szwedzki lekkoatleta, trójskoczek
  - Jean-Philippe Nault, francuski duchowny katolicki, biskup Digne
  - Wiktor Triegubow, rosyjski sztangista
- 1966:
  - Ivo Basay, chilijski piłkarz, trener pochodzenia chorwackiego
  - Ali Boumnijel, tunezyjski piłkarz, bramkarz
  - Marcin Kozłowski, polski poeta
  - Mando, grecka piosenkarka
  - Klaus Kynde Nielsen, duński kolarz szosowy i torowy
  - Rodney Smith, amerykański zapaśnik
- 1967:
  - Dana Barros, amerykański koszykarz
  - Capleton, jamajski muzyk reggae i dancehall
  - Marek Solarczyk, polski duchowny katolicki, biskup radomski
  - Kazimierz Węgrzyn, polski piłkarz, komentator telewizyjny
  - Tichon (Zajcew), rosyjski biskup prawosławny
- 1968:
  - Jeanne Balibar, francuska aktorka, piosenkarka
  - Monika Lubonja, albańska aktorka
- 1969:
  - Agnieszka Czekańska, polska aktorka, lektorka
  - Stephen McGlede, australijski kolarz torowy i szosowy
  - Roy Myers, kostarykański piłkarz, trener
- 1970:
  - Ali Mbaé Camara, komoryjski piłkarz, trener
  - Eduardo Capetillo, meksykański aktor, piosenkarz
  - Gary Charles, angielski piłkarz
  - Marcus Cor Von, amerykański futbolista, wrestler
  - Gerry Creaney, szkocki piłkarz
  - Szilveszter Csollány, węgierski gimnastyk sportowy (zm. 2022)
  - Marzena Rogalska, polska dziennikarka i prezenterka radiowo-telewizyjna, pisarka
  - Ricky Schroder, amerykański aktor
  - Józef Stępkowski, polski inżynier rolnik, polityk, poseł na Sejm RP
  - Ścibor Szpak, polski solista kabaretowy, autor tekstów piosenek, tłumacz
- 1971:
  - Marcelo Cézan, kolumbijski aktor, piosenkarz
  - Franck Esposito, francuski pływak
  - Čedomir Jovanović, serbski dziennikarz, polityk
  - Magdalena Lisak, polska pianistka, kameralistka, pedagog
  - Steven Lustü, duński piłkarz
  - Veljko Mršić, chorwacki koszykarz
  - Jeroen Paul Thesseling, holenderski basista, kompozytor, członek zespołów: Pestilence, Ensemble Salazhar, Obscura, MaYaN, Nufutic i Salazh Trio
- 1972:
  - Swietłana Bojko, rosyjska florecistka
  - Mariusz Czerkawski, polski hokeista, menadżer
  - Aaron Lewis, amerykański wokalista, gitarzysta, członek zespołu Staind
  - Ilias Pursanidis, grecki piłkarz
  - Qurban Qurbanov, azerski piłkarz, trener
  - Hugo Rocha, portugalski żeglarz sportowy
  - Dean Sewell, jamajski piłkarz
  - Edgars Šneps, łotewski koszykarz
- 1973:
  - Marcin Borski, polski sędzia piłkarski
  - Maciej Knapik, polski dziennikarz, tłumacz
  - Gustavo López, argentyński piłkarz
  - Aleksandra Nieśpielak, polska aktorka
  - Liliana Rodrigues, portugalska socjolog, wykładowczyni akademicka, polityk, eurodeputowna
  - Siergiej Sznurow, rosyjski muzyk, wokalista, autor tekstów, członek zespołów Rubi i Leningrad
  - Bokeem Woodbine, amerykański aktor
  - Serhij Zajcew, ukraiński piłkarz, trener
- 1974:
  - Pablo Cavallero, argentyński piłkarz, bramkarz
  - Hanna Gill-Piątek, polska działaczka samorządowa, polityk, poseł na Sejm RP
  - Siergiej Gonczar, rosyjski hokeista
  - Tomasz Grochot, polski perkusista jazzowy
  - Martin Höllwarth, austriacki skoczek narciarski
  - Marta Jandová, czeska piosenkarka, autorka piosenek, aktorka
  - Ruben Östlund, szwedzki reżyser, scenarzysta i montażysta filmowy
  - Augusto Porozo, ekwadorski piłkarz
  - Konstantin Sakajew, rosyjski szachista
  - Darren Turner, brytyjski kierowca wyścigowy
  - David Zdrilic, australijski piłkarz, trener pochodzenia chorwackiego
- 1975:
  - Jasey-Jay Anderson, kanadyjski snowboardzista
  - Lou Bega, niemiecki piosenkarz pochodzenia włosko-ugandyjskiego
  - Bruce Dyer, angielski piłkarz
  - Johan Hallgren, szwedzki wokalista, multiinstrumentalista, kompozytor, członek zespołu Pain of Salvation
  - Agata Jankowska, polska pływaczka
  - Benjamin Jensen, norweski lekkoatleta, wieloboista
  - Ritu Karidhal, indyjska inżynier lotnictwa, wykładowczyni akademicka
  - Tatjana Nawka, rosyjska łyżwiarka figurowa
  - Mariusz Tierling, polski piłkarz, przestępca
  - Victoria Villarruel, argentyńska prawnik, polityk, wiceprezydent Argentyny
  - Iwona Wszołkówna, polska aktorka
- 1976:
  - Manius Abbadi, brazylijski siatkarz
  - Yoendri Albear, kubański zapaśnik
  - Robert Biedroń, polski działacz na rzecz osób LGBT, polityk, samorządowiec, poseł na Sejm RP, prezydent Słupska, eurodeputowany
  - Jonathan Brandis, amerykański aktor, reżyser i scenarzysta filmowy i telewizyjny (zm. 2003)
  - Patrik Eliáš, czeski hokeista
  - Kostiantyn Furman, ukraiński koszykarz, trener
  - Glenn Howerton, amerykański aktor, scenarzysta filmowy i telewizyjny
  - Václav Koloušek, czeski piłkarz
  - Marco Steinauer, szwajcarski skoczek narciarski
  - Marcin Tyszka, polski fotograf mody
- 1977:
  - Martin Dimitrow, bułgarski polityk
  - Marcin Kobierski, polski kajakarz, kanadyjkarz
  - Doresia Krings, austriacka snowboardzistka
  - Bertrand Laquait, francuski piłkarz
  - Oh Sang-eun, południowokoreański tenisista stołowy
  - Margus Tsahkna, estoński polityk
- 1978:
  - Farruch Amonatow, tadżycki szachista
  - Kyle Howard, amerykański aktor
  - Sylvie Meis, holenderska modelka, prezenterka telewizyjna
  - Carles Puyol, hiszpański piłkarz
- 1979:
  - Gréta Arn, węgierska tenisistka
  - Baron Davis, amerykański koszykarz
  - Meghann Shaughnessy, amerykańska tenisistka
  - Wojciech Solarz, polski aktor
- 1980:
  - Jana Cova, czeska aktorka pornograficzna
  - Quentin Richardson, amerykański koszykarz
  - Tonel, portugalski piłkarz
  - Amanda Wilson, brytyjska piosenkarka
- 1981:
  - Justyna Danczowska, polska pianistka
  - Ana Hormigo, portugalska judoczka
  - Dawid Kujawa, polski żużlowiec
  - Krzysztof Mielczarek, polski koszykarz
  - Courtney Peldon, amerykańska aktorka
  - Askat Żytkejew, kazachski judoka
- 1982:
  - Tomasz Adamiec, polski judoka
  - Federico Crescentini, sanmaryński piłkarz (zm. 2006)
  - Johan Cronje, południowoafrykański lekkoatleta, średniodystansowiec
  - Bruno Gagliasso, brazylijski aktor, producent filmowy, telewizyjny i teatralny
  - Jelena Nikolić, serbska siatkarka
- 1983:
  - Claudio Bravo, chilijski piłkarz, bramkarz
  - Ricky Burns, szkocki bokser
  - Nicole Cooke, brytyjska kolarka szosowa
  - Hunter Pence, amerykański baseballista
  - Tian Zhandong, chiński skoczek narciarski
  - Conny Waßmuth, niemiecka kajakarka
- 1984:
  - Torsten Eckbrett, niemiecki kajakarz
  - Agnieszka Jagiełło, polska siatkarka
  - Anders Lindegaard, duński piłkarz, bramkarz
  - Hiro Mizushima, japoński aktor, model
  - Lennart Petrell, fiński hokeista
- 1985:
  - Tino Edelmann, niemiecki kombinator norweski
  - Sally Foster, australijska pływaczka
  - Miha Halzer, słoweński kolarz górski
  - Niklas Klingberg, szwedzki piłkarz
  - Marta Pozniakowski, polsko-kanadyjska aktorka, producentka filmowa
  - Youssef Rabeh, marokański piłkarz
  - Ty Dolla Sign, amerykański raper, piosenkarz, producent muzyczny
- 1986:
  - Aleksandyr Aleksandrow, bułgarski piłkarz
  - Michael Bingham, brytyjski lekkoatleta, sprinter
  - Lorenzo Cain, amerykański baseballista
- 1987:
  - Milan Bojović, serbski piłkarz
  - Jonathan Legear, belgijski piłkarz
  - Anika Leipold, niemiecka lekkoatletka, skoczkini w dal
  - Luciano Monzón, argentyński piłkarz
  - Stephany Skrba, kanadyjska koszykarka
- 1988:
  - Anderson, brazylijski piłkarz
  - Diana Jakowlewa, rosyjska florecistka
  - Petteri Koponen, fiński koszykarz
  - Dirk Marcellis, holenderski piłkarz
  - Víctor Turcios, salwadorski piłkarz
  - Allison Williams, amerykańska aktorka, piosenkarka
- 1989:
  - Ryan Bailey, amerykański lekkoatleta, sprinter
  - Dong Dong, chiński gimnastyk
  - Toney McCray, amerykański koszykarz
  - Nastassia Mironczyk-Iwanowa, białoruska lekkoatletka, skoczkini w dal
- 1990:
  - Lodovica Comello, włoska aktorka, piosenkarka
  - Justyna Mordarska, polska biegaczka narciarska
  - Kiriłł Pietrow, rosyjski hokeista
  - Anastasija Sevastova, łotewska tenisistka
- 1991:
  - Akeem Adams, trynidadzko-tobagijski piłkarz (zm. 2013)
  - Daniel Ginczek, niemiecki piłkarz pochodzenia polskiego
  - Brankica Mihajlović, serbska siatkarka
  - Daniił Sobczenko, rosyjski hokeista pochodzenia ukraińskiego (zm. 2011)
  - Niilo Syväoja, fiński aktor
  - Cecilio Waterman, panamski piłkarz
- 1992:
  - Péter Bernek, węgierski pływak
  - Joonas Donskoi, fiński hokeista
  - George North, walijski rugbysta
  - Raimariely Santos, portorykańska siatkarka
- 1993:
  - Francisco Fydriszewski, argentyński piłkarz pochodzenia polskiego
  - Darrun Hilliard, amerykański koszykarz
  - Hannah Marks, amerykańska aktorka
  - Querys Pérez, wenezuelski zapaśnik
  - Carolin Weiß, niemiecka judoczka
  - Tony Wroten, amerykański koszykarz
- 1994:
  - Veton Berisha, norweski piłkarz pochodzenia kosowskiego
  - Ángelo Henríquez, chilijski piłkarz
  - Kahraba, egipski piłkarz
  - Bara’ Marei, jordański piłkarz
  - Elvis Merzļikins, łotewski hokeista, bramkarz
  - Patrycja Noga, polska piłkarka ręczna
  - Ana Sofía Sánchez, meksykańska tenisistka
  - Chloé Trespeuch, francuska snowboardzistka
- 1995:
  - Altymyrat Annadurdyýew, turkmeński piłkarz
  - Pedro Aquino, peruwiański piłkarz
  - Gilles Biron, francuski lekkoatleta, sprinter pochodzenia martynikańskiego
  - Wojciech Chmielewski, polski saneczkarz
  - Kristi Marku, albański piłkarz
  - Alec Peters, amerykański koszykarz
- 1996:
  - Jusup Batyrmurzajew, kazachski zapaśnik
  - Flo Bojaj, albański piłkarz
  - Isaiah Briscoe, amerykański koszykarz
  - Lukáš Čmelík, słowacki piłkarz
  - Marko Grujić, serbski piłkarz
  - Kristoffer Halvorsen, norweski kolarz szosowy
  - Omar Islas, meksykański piłkarz
  - Szymon Szymański, polski piłkarz
  - UnoTheActivist, amerykański raper, autor tekstów
- 1997:
  - Jefferson Brenes, kostarykański piłkarz
  - Michael Carcelén, ekwadorski piłkarz
  - Mateo Cassierra, kolumbijski piłkarz
  - Andreas Kramer, szwedzki lekkoatleta, średniodystansowiec
  - Artina Qazimi, macedońska polityk pochodzenia albańskiego
  - Kyle Walker-Peters, angielski piłkarz
- 1998:
  - Álvaro Fernández, hiszpański piłkarz
  - Angielina Łazarienko, rosyjska siatkarka
  - Pedrinho, brazylijski piłkarz
- 1999:
  - Dan Added, francuski tenisista
  - Alessandro Bastoni, włoski piłkarz
  - Joseph Colley, szwedzki piłkarz pochodzenia gambijskiego
  - Jonathan González, meksykański piłkarz
  - Adrian Kordoński, polski lekkoatleta, skoczek wzwyż
  - Hamza Mansouri, algierski kolarz szosowy i torowy
  - Wiktor Rajsner, polski siatkarz
  - András Schäfer, węgierski piłkarz
- 2000:
  - Rasmus Dahlin, szwedzki hokeista
  - Łucja Grzenkowicz, polska koszykarka
  - Suzanne Lindon, francuska aktorka
  - Facundo Torres, urugwajski piłkarz
- 2001:
  - Noah Katterbach, niemiecki piłkarz
  - Axel Laurance, francuski kolarz szosowy
  - Neco Williams, walijski piłkarz
- 2002:
  - Matthew Garbett, nowozelandzki piłkarz
  - Karl Hein, estoński piłkarz, bramkarz
  - Mihály Kata, węgierski piłkarz
  - Musa Qurbanlı, azerski piłkarz
  - Jeanne Richard, francuska biathlonistka
  - Carlos Sánchez, meksykański piłkarz
- 2003:
  - Vukašin Krstić, serbski piłkarz
  - Maria Malicka, polska szachistka
- 2005 – Kervin Andrade, wenezuelski piłkarz
- 2007 – Kaimar Vagul, estoński skoczek narciarski

## Zmarli
- 586 – Hermenegild, książę wizygocki, męczennik, święty (ur. ok. 564)
- 814 – Krum, chan Bułgarii (ur. ?)
- 862 – Donald I, król Szkotów i Piktów (ur. ok. 812)
- 989 – Bardas Fokas, wódz bizantyński (ur. ?)
- 1093 – Wsiewołod I, wielki książę kijowski (ur. 1029/30)
- 1113 – Ida Lotaryńska, hrabina Boulogne (ur. 1040)
- 1178 – Sebastiano Ziani, doża Wenecji (ur. ok. 1102)
- 1279 – Bolesław Pobożny, książę wielkopolski (ur. 1224–27)
- 1320 – Małgorzata z Città di Castello, włoska zakonnica, błogosławiona (ur. 1287)
- 1353 – Herman IX, margrabia Badenii z rodu Zähringen (ur. ?)
- 1369 – Henryk V Żelazny, książę żagański (ur. ?)
- 1388 – Angelic de Grimoard, francuski duchowny katolicki, biskup Awinionu, kardynał (ur. 1315–20)
- 1445 – Ludwik VIII, książę Bawarii-Ingolstadt (ur. 1403)
- 1467 – Wilhelm I, książę Oettingen (ur. przed 1420)
- 1498 – Mikołaj Krajowski, polski duchowny katolicki, biskup przemyski, kanonik krakowski, sekretarz królewski (ur. ?)
- 1523 – Stanisław Ocic Pilecki, polski szlachcic, polityk (ur. ?)
- 1550 – Innocenzo Cibo, włoski duchowny katolicki, arcybiskup Genui, kardynał (ur. 1491)
- 1565 – Bernardo Navagero, włoski kardynał, nuncjusz apostolski (ur. 1507)
- 1571 – Stanisław Żelisławski, polski duchowny katolicki, biskup chełmiński (ur. ?)
- 1592 – Bartolomeo Ammanati, włoski rzeźbiarz, architekt (ur. 1511)
- 1599 – Wacław Malcherowicz Szemiot, polski szlachcic, polityk (ur. ?)
- 1612 – Jan Andrzej Krasiński, polski duchowny katolicki, historyk, sekretarz królewski (ur. 1550)
- 1614 – Giovanni De Vecchi, włoski malarz (ur. ok. 1536)
- 1625 – Peter Schmidt, niemiecki malarz (ur. 1583)
- 1638 – Henri de Rohan, francuski wojskowy, pisarz, przywódca hugenotów (ur. 1579)
- 1648 – Martin Faber, niemiecki malarz, architekt, kartograf (ur. ok. 1587)
- 1652 – Georges Fournier, francuski jezuita, hydrograf, geograf, matematyk (ur. 1595)
- 1657 – Sylwester Kossów, prawosławny metropolita kijowski (ur. ?)
- 1664 – Jan Karol Czołhański, polski duchowny katolicki, sufragan łucki, sekretarz królewski (ur. ?)
- 1678 – Pieter van Anraedt, holenderski malarz (ur. ok. 1635)
- 1692:
  - Michał Jerzy Czartoryski, polski książę, polityk (ur. 1621)
  - Samuel Kmicic, litewski dowódca wojskowy (ur. ?)
- 1695 – Jean de La Fontaine, francuski bajkopisarz (ur. 1621)
- 1726 – Friedrich Vitzthum von Eckstädt, saski dyplomata, urzędnik dworski (ur. 1675)
- 1743 – Eleonora Wirtemberska, księżna oleśnicka (ur. 1656)
- 1748 – Gustawa Karolina, księżniczka Meklemburgii-Strelitz, księżna Meklemburgii-Schwerin (ur. 1694)
- 1750 – Johan Sigismund Schulin, duński polityk pochodzenia niemieckiego (ur. 1694)
- 1773 – Jakub Fontana, polski architekt pochodzenia włoskiego (ur. 1710)
- 1776 – Ignacio Vergara, hiszpański rzeźbiarz (ur. 1715)
- 1782 – Mikołaj Bazyli Potocki, polski polityk, bibliofil, kolekcjoner, mecenas sztuki (ur. 1707/08)
- 1793 – Fryderyk Karol, książę Schwarzburg-Rudolstadt (ur. 1736)
- 1794:
  - Pierre-Gaspard Chaumette, francuski polityk, rewolucjonista (ur. 1763)
  - Sébastien-Roch Nicolas de Chamfort, francuski literat, wolnomularz (ur. 1741)
  - Szejk Mansur, czeczeński przywódca religijny, organizator ruchu oporu górali kaukaskich przeciwko Rosji (ur. 1732)
- 1800 – Kazimierz Poniatowski, polski książę, generał, bibliofil, kolekcjoner (ur. 1721)
- 1802 – Francesco Mantica, włoski kardynał (ur. 1727)
- 1804 – Frederick Frelinghuysen, amerykański prawnik, wojskowy, polityk (ur. 1753)
- 1807 – Maria Teresa Burbon-Sycylijska, cesarzowa rzymsko-niemiecka (ur. 1772)
- 1822:
  - Marcin Molski, polski wojskowy, poeta satyryczny (ur. 1751)
  - Serafin Morazzone, włoski duchowny katolicki, błogosławiony (ur. 1747)
- 1826 – Franz Danzi, niemiecki kompozytor, wiolonczelista, dyrygent pochodzenia włoskiego (ur. 1763)
- 1827 – Hugh Clapperton, brytyjski oficer marynarki, badacz, podróżnik (ur. 1788)
- 1828 – Józef Mrozowicki, polski pułkownik, polityk, uczestnik konfederacji barskiej (ur. 1747)
- 1836 – Antoni Paweł Sułkowski, polski książę, generał dywizji, naczelny wódz wojsk polskich Księstwa Warszawskiego (ur. 1785)
- 1841 – Franciszek Babel de Fronsberg, polski lekarz, uczony (ur. 1773)
- 1845 – Johann Wendt, niemiecki lekarz, wykładowca akademicki (ur. 1777)
- 1849 – Théophile Marion Dumersan, francuski pisarz (ur. 1780)
- 1853:
  - Carl Biester, niemiecki filolog klasyczny, pedagog (ur. 1788)
  - Leopold Gmelin, niemiecki chemik, wykładowca akademicki (ur. 1788)
- 1860:
  - Henry Edward Bunbury, brytyjski arystokrata, generał, polityk (ur. 1778)
  - Johann Adolf Schroeder, niemiecko-polski chirurg wojskowy (ur. 1789)
- 1867:
  - Jan Ksawery Kaniewski, polski malarz (ur. 1805)
  - Jean Bernard Rousseau, francuski zakonnik, misjonarz, błogosławiony (ur. 1797)
- 1868 – Teodor II, cesarz Etiopii (ur. 1818)
- 1873 – Carlo Coccia, włoski kompozytor (ur. 1782)
- 1878 – Henri de Dion, francuski inżynier, konstruktor (ur. 1828)
- 1880 – Robert Fortune, szkocki botanik (ur. 1812)
- 1881 – Karol Scheibler, polski przemysłowiec pochodzenia niemieckiego (ur. 1820)
- 1882 – Bruno Bauer, niemiecki teolog, filozof, historyk (ur. 1809)
- 1885 – George Sartorius, brytyjski admirał (ur. 1790)
- 1886:
  - Anna Louisa Geertruida Bosboom-Toussaint, holenderska pisarka pochodzenia francuskiego (ur. 1812)
  - John Humphrey Noyes, amerykański przywódca religijny (ur. 1811)
  - Sidney Richard Percy, brytyjski malarz (ur. 1821)
- 1888 – Franciszek Jellachich, polsko-rosyjski chirurg (ur. 1808)
- 1890 – Friedrich Küchenmeister, niemiecki lekarz (ur. 1821)
- 1893:
  - Robert Dorer, szwajcarski rzeźbiarz (ur. 1830)
  - Jean Dufresne, niemiecki szachista (ur. 1829)
- 1894 – Joseph Kershaw, amerykański generał konfederacki, prawnik (ur. 1822)
- 1896 – Michał Landau, polski szachista, przemysłowiec pochodzenia żydowskiego (ur. 1841)
- 1904:
  - Stiepan Makarow, rosyjski wiceadmirał (ur. 1849)
  - Wasilij Wierieszczagin, rosyjski malarz (ur. 1842)
- 1905 – Ukichi Taguchi, japoński historyk, ekonomista, polityk (ur. 1855)
- 1907:
  - Józef Drzewiecki, polski lekarz, homeopata, publicysta, okultysta (ur. 1860)
  - Michał Michalski, polski rzemieślnik, polityk, poseł na Sejm galicyjski, prezydent Lwowa (ur. 1846)
- 1908 – Aasta Hansteen, norweska malarka, pisarka, feministka (ur. 1824)
- 1909:
  - Henrik Tore Cedergren, szwedzki inżynier komunikacji telefonicznej, przedsiębiorca (ur. 1853)
  - Jan Jeleński, polski publicysta, dziennikarz (ur. 1845)
- 1910 – Julius Blüthner, niemiecki budowniczy instrumentów muzycznych (ur. 1824)
- 1911 – William Keith, amerykański malarz pochodzenia szkockiego (ur. 1838)
- 1912 – Takuboku Ishikawa, japoński prozaik, poeta (ur. 1886)
- 1914 – Franz Boden, niemiecki grawer, fotograf, działacz społeczny (ur. 1846)
- 1915 – Robert Hertz, francuski socjolog (ur. 1881)
- 1918:
  - Ławr Korniłow, rosyjski generał (ur. 1870)
  - Józef Mycielski, polski historyk, publicysta (ur. 1885)
  - Jüri Vilms, estoński prawnik, polityk (ur. 1889)
- 1920 – Kanehiro Takaki, japoński lekarz marynarki (ur. 1849)
- 1922 – Ross Smith, australijski pilot wojskowy, as myśliwski (ur. 1892)
- 1924 – Barnaba (Nakropin), rosyjski biskup prawosławny (ur. 1861)
- 1925 – Elwood Haynes, amerykański pionier przemysłu motoryzacyjnego (ur. 1857)
- 1927 – Saba Reyes Salazar, meksykański duchowny katolicki, męczennik, święty (ur. 1883)
- 1928 – Dervish Hima, albański publicysta, działacz niepodległościowy (ur. 1872)
- 1929:
  - Jan Englisch, polski polityk, senator RP (ur. 1861)
  - Shinpei Gotō, japoński lekarz, polityk (ur. 1857)
  - Emilia Wojtyła, polska krawcowa, matka Karola (ur. 1884)
- 1930 – Aleksander Bantkie-Stężyński, polski inżynier chemik, polityk, prezydent Częstochowy (ur. 1852)
- 1931:
  - Mateusz Dziurzyński, polski rolnik, polityk (ur. 1865)
  - Iwane Sturua, gruziński rewolucjonista, polityk (ur. 1870)
- 1932 – Włodzimierz Wyganowski, polski prawnik, polityk, minister sprawiedliwości (ur. 1867)
- 1933 – Stefan Wiktor, polski inżynier i urzędnik kolejowy (ur. 1874)
- 1936 – Konstandinos Demerdzis, grecki prawnik, wykładowca akademicki, polityk, premier Grecji (ur. 1876)
- 1937:
  - Izabela Calduch Rovira, hiszpańska zakonnica, męczennica, błogosławiona (ur. 1882)
  - Włodzimierz Demetrykiewicz, polski archeolog, wykładowca akademicki (ur. 1859)
  - Ilja Ilf, rosyjski pisarz pochodzenia żydowskiego (ur. 1897)
  - Jerry Wunderlich, amerykański kierowca wyścigowy (ur. 1889)
- 1938:
  - Grey Owl, kanadyjski pisarz pochodzenia brytyjskiego (ur. 1888)
  - Bruno di Montegnacco, włoski pilot sportowy i wojskowy, as myśliwski (ur. 1910)
  - Robert Oszek, polski kapitan marynarki, powstaniec śląski (ur. 1896)
  - Mścisław Wartenberg, polski filozof, wykładowca akademicki (ur. 1868)
- 1939 – Marian Szydłowski, polski inżynier górnictwa, polityk, poseł na Sejm RP, minister przemysłu i handlu (ur. 1884)
- 1940:
  - Władysław Jakub Dzieduszycki, polski hrabia, polityk, poseł na Sejm RP (ur. 1875)
  - Pierre Marie, francuski neurolog, wykładowca akademicki (ur. 1853)
  - Franciszek Szymkowiak, polski żołnierz i policjant (ur. 1894)[3]
- 1941:
  - Annie Jump Cannon, amerykańska astronom (ur. 1863)
  - Ferdynand Hoesick, polski księgarz, wydawca, pisarz, historyk literatury, muzykograf (ur. 1867)
  - Märta Måås-Fjetterström, szwedzka projektantka dywanów (ur. 1873)
  - Antoni Sobański, polski ziemianin, pisarz, dziennikarz (ur. 1898)
  - Stanisław Kostka Starowieyski, polski kapitan rezerwy artylerii, działacz społeczny, męczennik, błogosławiony (ur. 1895)
- 1942:
  - Imre Kémeri Nagy, węgierski kapitan, działacz i publicysta faszystowski (ur. 1903)
  - Idzi Matyśkiewicz, polski działacz społeczny, polityk ruchu ludowego (ur. 1875)
  - Eugeniusz Nawroczyński, polski prawnik, nauczyciel, działacz endecki i oświatowy (ur. 1881)
  - Hendricus Sneevliet, holenderski polityk (ur. 1883)
- 1943:
  - Stanisław Grzybowski, polski technolog cukrownictwa (ur. 1865)
  - Oskar Schlemmer, niemiecki malarz, teoretyk sztuki (ur. 1888)
- 1944 – Cécile Chaminade, francuska kompozytorka, pianistka (ur. 1857)
- 1945:
  - Mieczysław Bero, polski major piechoty (ur. 1892)
  - Ernst Cassirer, niemiecki filozof, wykładowca akademicki pochodzenia żydowskiego (ur. 1874)
  - Karol Englisch, polski prawnik, taternik (ur. 1881)
  - Javer Hurshit, albański prawnik, polityk (ur. 1883)
  - Aleksandr Kosmodiemjanski, radziecki starszy lejtnant (ur. 1925)
  - Rolando Rivi, włoski kleryk, męczennik, błogosławiony (ur. 1931)
  - Aarne Michaël Tallgren, fiński archeolog, wykładowca akademicki (ur. 1885)
  - Kolë Tromara, albański działacz narodowy, polityk (ur. 1884)
  - Otto Heyer, niemiecki kapitan górniczy urzędu górniczego w Bonn (ur. 1880)
- 1946:
  - Ernest Browne, irlandzki tenisista (ur. 1855)
  - Szczęsny Mysłowicz, polski operator i producent filmowy, reżyser filmów dokumentalnych (ur. 1890)
- 1947 – Jean Chassagne, francuski kierowca wyścigowy (ur. 1881)
- 1948: 
  - Henryk Jastrzębski, polski porucznik, żołnierz ZWZ-AK i NSZ, uczestnik podziemia antykomunistycznego (ur. 1917)
  - Kolë Prela, albański krytyk literacki, działacz narodowy, polityk (ur. 1916)
- 1949 – Marie-Louise Berneri, włoska anarchistka, felietonistka (ur. 1918)
- 1950 – Edmund Bukowski, polski porucznik, żołnierz SZP-ZWZ-AK, uczestnik podziemia antykomunistycznego (ur. 1918)
- 1951 – Bronisław Gniazdowski, polski uczestnik podziemia antykomunistycznego w ramach PAS NZW (ur. 1924)
- 1952 – Alfred F.S. Meissner, polski chirurg-stomatolog, wykładowca akademicki, żołnierz AK, uczestnik powstania warszawskiego (ur. 1883)
- 1953 – Matylda Wasylewicz, polska nauczycielka, działaczka oświatowa i społeczna (ur. 1871)
- 1956:
  - Evelyn Beatrice Hall, brytyjska pisarka (ur. 1868)
  - Emil Nolde, niemiecki malarz, grafik (ur. 1867)
- 1958 – Józef Jeka, polski major lotnictwa (ur. 1917)
- 1959 – Eduard van Beinum, holenderski dyrygent (ur. 1900)
- 1961:
  - John Arthur Bennett, amerykański szeregowiec, przestępca (ur. 1935)
  - Marie Fikáčková, czechosłowacka seryjna morderczyni (ur. 1936)
- 1962 – Culbert Olson, amerykański polityk (ur. 1876)
- 1963 – Romualdas Juknevičius, litewski aktor, reżyser filmowy (ur. 1906)
- 1964 – Veit Harlan, niemiecki aktor, reżyser filmowy (ur. 1899)
- 1965:
  - Gheorghe Ciolac, rumuński piłkarz (ur. 1908)
  - Jean Samazeuilh, francuski tenisista (ur. 1891)
  - Willard Schmidt, amerykański koszykarz (ur. 1910)
- 1966:
  - Abd as-Salam Arif, iracki generał, polityk, prezydent Iraku (ur. 1921)
  - Carlo Carrà, włoski malarz (ur. 1881)
  - Georges Duhamel, francuski pisarz (ur. 1884)
  - Felix von Luckner, niemiecki arystokrata, żeglarz, pisarz (ur. 1881)
- 1967 – Luis Somoza Debayle, nikaraguański generał, polityk, prezydent Nikaragui (ur. 1922)
- 1968 – Vladimir Přikryl, czechosłowacki generał brygady (ur. 1895)
- 1970 – Jehoszu’a Jejwin, izraelski lekarz, dziennikarz, publicysta, tłumacz, działacz syjonistyczny (ur. 1891)
- 1971 – Juhan Smuul, estoński prozaik, poeta (ur. 1922)
- 1972 – Dorothy Dalton, amerykańska aktorka (ur. 1893)
- 1973:
  - Henry Darger, amerykański pisarz, malarz (ur. 1892)
  - Dudley Shelton Senanayake, lankijski polityk, premier Sri Lanki (ur. 1911)
- 1975:
  - Emil Bergman, szwedzki hokeista (ur. 1908)
  - Art Duncan, kanadyjski hokeista, trener (ur. 1894)
  - Max Gluckman, brytyjski antropolog społeczny pochodzenia żydowskiego (ur. 1911)
  - Larry Parks, amerykański aktor (ur. 1914)
  - François Tombalbaye, czadyjski polityk, prezydent Czadu (ur. 1918)
- 1976 – Aleksander Siemiradzki, polski krajoznawca, działacz PTTK (ur. 1909)
- 1977:
  - Aleksandr Rodimcew, radziecki generał pułkownik (ur. 1905)
  - Edward Stutterheim, holenderski żeglarz sportowy (ur. 1908)
- 1978 – Wojciech Łukaszewski, polski kompozytor, pedagog, krytyk muzyczny (ur. 1936)
- 1979 – Marian Załucki, polski poeta, satyryk (ur. 1920)
- 1980 – Zbigniew Maciejowski, polski kompozytor, autor tekstów piosenek, aktor (ur. 1912)
- 1981 – Crisant Bosch, hiszpański piłkarz, trener (ur. 1907)
- 1983:
  - Gerry Hitchens, angielski piłkarz (ur. 1934)
  - Olle Källgren, szwedzki piłkarz (ur. 1907)
- 1984 – Christopher Wilder, australijski seryjny morderca (ur. 1945)
- 1986 – Tamás Major, węgierski reżyser teatralny, aktor (ur. 1910)
- 1985 – Kit Klein, amerykańska łyżwiarka szybka (ur. 1910)
- 1987:
  - Herbert Blumer, amerykański socjolog (ur. 1900)
  - Tadeusz Brzozowski, polski malarz (ur. 1918)
  - Symcha Flapan, izraelski polityk, dziennikarz, publicysta, pisarz (ur. 1911)
- 1989 – Paweł II Cheikho, iracki duchowny katolicki, zwierzchnik Kościoła chaldejskiego, patriarcha Babilonu (ur. 1906)
- 1990 – Zygmunt Szelest, polski lekkoatleta, oszczepnik, trener (ur. 1911)
- 1991:
  - Zbigniew Chudzikiewicz, polski architekt (ur. 1909)
  - Kalevi Laurila, fiński biegacz narciarski (ur. 1937)
  - Jan Samek, polski pilot (ur. 1937)
- 1993 – Rudolf Wetzer, rumuński piłkarz, trener (ur. 1901)
- 1994:
  - Kurt Aland, niemiecki teolog (ur. 1915)
  - Rudolf Hrušínský, czeski aktor (ur. 1920)
  - Nikołaj Kriuczkow, rosyjski aktor (ur. 1911)
- 1998 – Jerzy Kondracki, polski geograf (ur. 1908)
- 1999:
  - Masaji Kiyokawa, japoński pływak (ur. 1913)
  - Harvey Postlethwaite, brytyjski inżynier (ur. 1944)
  - Willi Stoph, niemiecki polityk, premier NRD (ur. 1914)
- 2000:
  - Giorgio Bassani, włoski pisarz (ur. 1916)
  - Stanisław Jastrzębski, polski żołnierz AK, uczestnik powstania warszawskiego (ur. 1920)
  - Henryk Kisiel, polski ekonomista, polityk, minister finansów, wicepremier (ur. 1921)
  - Arthur Owen, brytyjski kierowca wyścigowy (ur. 1915)
- 2001 – Teodor Gendera, polski aktor (ur. 1925)
- 2003:
  - Janusz Kamiński, polski pułkownik dyplomowany pilot (ur. 1939)
  - Madżid ibn Abd al-Aziz Al Su’ud, saudyjski książę, przedsiębiorca, filantrop (ur. 1938)
  - Krystyna Strużyna, polska pisarka (ur. 1931)
- 2004 – David Morales Bello, wenezuelski polityk, pisarz, prawnik (ur. 1921)
- 2005:
  - Jurij Ponomariow, radziecki kosmonauta (ur. 1932)
  - Mieczysław Pruszyński, polski pisarz, publicysta (ur. 1910)
- 2006 – Muriel Spark, brytyjska pisarka (ur. 1918)
- 2007 – Henryk Handy, polski hokeista (ur. 1940)
- 2008:
  - Józefa Frysztakowa, polska malarka, poetka, nauczycielka (ur. 1921)
  - Jerzy Krasowski, polski reżyser teatralny, aktor (ur. 1925)
  - John Archibald Wheeler, amerykański fizyk (ur. 1911)
- 2009:
  - Björn Borg, szwedzki pływak (ur. 1919)
  - Edward Herman, polski piłkarz (ur. 1937)
  - Stefan Kryński, polski lekarz, mikrobiolog (ur. 1914)
  - Irena Malarczyk, polska aktorka (ur. 1928)
  - Wincenty Szober, uczestnik powstania warszawskiego, fotograf (ur. 1920)
  - Jerzy Tur, polski konserwator zabytków, historyk sztuki (ur. 1933)
- 2010:
  - Steve Reid, amerykański perkusista jazzowy (ur. 1944)
  - Anna Semkowicz-Holt, polska dziennikarka (ur. 1947)
- 2011:
  - Danny Fiszman, brytyjski przedsiębiorca, działacz sportowy (ur. 1945)
  - Mieczysław Michalski, polski przewodnik i działacz turystyczny (ur. 1908)
  - Danuta Piecyk, polska lekkoatletka, sprinterka, płotkarka (ur. 1950)
- 2012 – Mimi Malenšek, słoweńska pisarka (ur. 1919)
- 2013:
  - Chi Cheng, amerykański basista, członek Deftones (ur. 1970)
  - Jacek Marszałek, polski pilot (ur. 1963)
  - Hilmar Myhra, norweski skoczek narciarski (ur. 1915)
- 2014:
  - Ernesto Laclau, argentyński filozof (ur. 1935)
  - Rafał Sznajder, polski szablista, sędzia, działacz sportowy (ur. 1972)
- 2015:
  - Eduardo Galeano, urugwajski dziennikarz, pisarz (ur. 1940)
  - Günter Grass, niemiecki pisarz, laureat Nagrody Nobla (ur. 1927)
  - Thelma Coyne Long, australijska tenisistka (ur. 1918)
  - Janusz Sławiński, polski kompozytor (ur. 1939)
- 2016:
  - Matthias Joseph Isuja, tanzański duchowny katolicki, biskup Dodomy (ur. 1929)
  - Mariano Mores, argentyński pianista i kompozytor tanga argentyńskiego (ur. 1918)
- 2017 – Michał Hydzik, polski duchowny zielonoświątkowy, pastor, ewangelista, prezbiter naczelny Kościoła Zielonoświątkowego (ur. 1944)
- 2018:
  - Zbigniew Bujarski, polski kompozytor, malarz (ur. 1933)
  - Miloš Forman, czeski reżyser filmowy (ur. 1932)
- 2019:
  - Rodolfo Francisco Bobadilla Mata, gwatemalski duchowny katolicki, biskup Huehuetenango (ur. 1932)
  - Tony Buzan, brytyjski psycholog, pisarz, publicysta (ur. 1942)
  - Paul Greengard, amerykański neurobiolog, laureat Nagrody Nobla (ur. 1925)
  - Lydia Wideman, fińska biegaczka narciarska (ur. 1920)
  - Yvette Williams, nowozelandzka lekkoatletka, skoczkini w dal (ur. 1929)
- 2020:
  - Ryō Kawasaki, japoński gitarzysta jazzowy, kompozytor, inżynier dźwięku, programista (ur. 1947)
  - Landelino Lavilla, hiszpański prawnik, polityk, minister sprawiedliwości, przewodniczący Kongresu Deputowanych (ur. 1934)
  - Henryk Mania, polski robotnik, kolaborant (ur. 1923)
- 2021:
  - Patricio Alo, filipiński duchowny katolicki, biskup Mati (ur. 1939)
  - Bobby Leonard, amerykański koszykarz, trener (ur. 1932)
  - Jaime Mota de Farias, brazylijski duchowny katolicki, biskup Alagoinhas (ur. 1925)
  - Leszek Żądło, polski pedagog, psychotronik, jasnowidz, radiesteta (ur. 1954)
- 2022:
  - Michel Bouquet, francuski aktor (ur. 1925)
  - Wolfgang Fahrian, niemiecki piłkarz, bramkarz (ur. 1941)
  - Chryzostom (Mawrojannopulos), grecki biskup prawosławny (ur. 1927)
  - Freddy Rincón, kolumbijski piłkarz (ur. 1966)
- 2023:
  - Craig Breen, irlandzki kierowca rajdowy (ur. 1990)
  - Julia Ituma, włoska siatkarka (ur. 2004)
  - Mary Quant, brytyjska projektantka mody (ur. 1930)
- 2024:
  - Noël del Bello, francuski kierowca wyścigowy (ur. 1942)
  - Joanna Dworakowska, polska szachistka (ur. 1978)
  - Faith Ringgold, amerykańska malarka, performerka, działaczka na rzecz praw obywatelskich (ur. 1930)
  - Stanisław Witek, polski nauczyciel, historyk, działacz opozycji antykomunistycznej, związkowiec (ur. 1952)
- 2025:
  - Richard Armitage, amerykański dyplomata, polityk, zastępca sekretarza stanu (ur. 1945)
  - Bob Garretson, amerykański kierowca wyścigowy (ur. 1933)
  - Paweł Idziak, polski matematyk, informatyk, profesor nauk matematycznych (ur. 1958)
  - Jean Marsh, brytyjska aktorka, scenarzystka, pisarka (ur. 1934)
  - Geraldo de Souza Rodrigues, brazylijski duchowny katolicki, biskup Januária (ur. 1963)
  - Albert Thévenot, kanadyjski duchowny katolicki, biskup Prince-Albert (ur. 1945)
  - Mario Vargas Llosa, peruwiański pisarz, dziennikarz, polityk, laureat Nagrody Nobla (ur. 1936)